# Leucauge xiuying
Leucauge xiuying là một loài nhện trong họ Tetragnathidae.
Loài này thuộc chi Leucauge. Leucauge xiuying được miêu tả năm 2003 bởi Zhu, Song & Zhang.